# Chen Yi (Kuomintang)
Chen Yi (1883- 18 juin 1950) est un général du Kuomintang qui fut commandant de la garnison de Taïwan après la rétrocession de l'île à la République de Chine en 1945. Sa mauvaise gestion des tensions entre Taïwan et la Chine continentale conduit cependant à l'incident 228 de 1947, et il est plus tard arrêté et exécuté pour avoir essayé de convaincre le général Tang Enbo de rejoindre les communistes.
Son nom de courtoisie est Gongxia (公俠) puis plus tard Gongqia (公洽).

## Jeunesse et formation
Chen est né à Shaoxing au Zhejiang. Après une formation à l'académie Qiushi (actuelle université de Zhejiang), il étudie pendant sept ans dans une académie militaire au Japon à partir de 1902. Il rejoint durant cette période la société secrète Guangfuhui. Il retourne au Japon en 1917 pour étudier dans une université militaire pendant trois ans avant de s'installer à Shanghai où il est considéré comme un japanophile.
Il est élu premier sénateur (總參議) et gouverneur du Zhejiang en octobre 1925. Il est également commandant de la 19e armée de route de l'armée nationale révolutionnaire. Après 1927, il travaille dans le département des affaires militaires, puis comme président de la province du Fujian en 1933, et secrétaire-général du Yuan exécutif (gouvernement).

## Chen et le Fujian
Chen est gouverneur du Fujian pendant huit ans à partir de 1934. Son expérience dans cette province située juste en face de Taïwan et d'où est originaire la majeure partie de la population taïwanaise est un facteur essentiel de son choix à prendre le contrôle de l'île à la fin de la guerre civile.
Durant son mandat à Taïwan, il découvre la complexité des relations ethniques et sociales chez les gens originaires du Fujian mais vivant dans d'autres régions d'Asie. Il se lie avec un puissant homme d'affaires chinois de Singapour, Tan Kah Kee, chef d'un grande communauté chinoise. Après la guerre civile contre les communistes, il s'efforce de contrer les accusations de mauvaise administration de Tan à son encontre.

## Chen et Taïwan

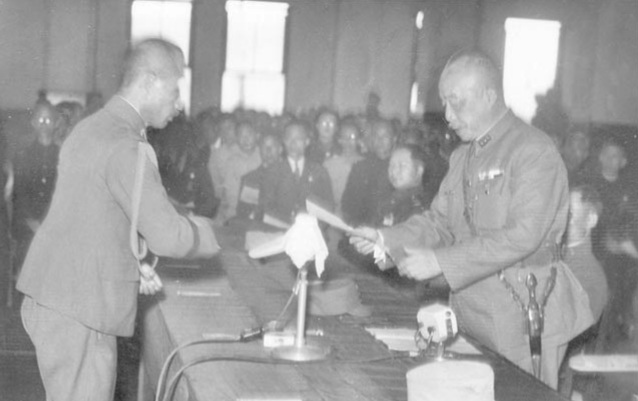
Chen (droite) signe l'acte de reddition avec le général Rikichi Andō (gauche), gouverneur-général de Taïwan au.

En 1935, Chen est envoyé à Taïwan, alors partie de l'empire du Japon, par Tchang Kaï-chek pour participer à l'«exposition de commémoration du 40e anniversaire des débuts de l'administration à Taïwan» qui expose le processus de modernisation de l'île depuis sa prise par les Japonais en 1895. Durant son séjour sur l'île, il est conquis par les installations publiques modernes et le fort développement économique. Il exprime publiquement son admiration et jalouse le niveau de vie élevé des Taïwanais comparé à celui des Chinois qui souffrent d'un état de guerre permanent empêchant toute tentative de modernisation. De retour au Fujian, il rend son rapport sur sa visite à Tchang Kaï-chek. Grâce à son expérience au Japon et à Taïwan, il devient le principal candidat à la fonction de gouverneur de Taïwan aux yeux de Tchang après la rétrocession de l'île à la Chine en 1945.
Avec l'autorisation de Douglas MacArthur par le biais de l'ordre général No.1 (en), Chen Yi est escorté jusqu'à Taïwan par George Kerr pour recevoir la capitulation du gouvernement japonais en qualité de délégué chinois. Le 25 octobre 1945, rejoint par les délégués des puissances alliées, il signe l'acte de reddition avec le général Rikichi Andō, gouverneur-général de Taïwan, au Hall de la ville de Taipei (actuel Hall de Zhongshan (en)). Chen Yi proclame que ce jour serait dorénavant le Jour de la rétrocession de Taïwan ce qui est cependant contesté car le Japon n'a officiellement cédé Taïwan par traité qu'en 1952.

### Louanges et critiques
Chen reçoit des félicitations pour son travail, sa frugalité, et son incorruptibilité. Il est cependant critiqué pour son soutien à ses subordonnés corrompus, et son manque de flexibilité dans certaines politiques. Malgré le fait qu'il parle couramment japonais, il refuse d'utiliser cette langue pour parler avec les élites taïwanaises, qui ne parlent souvent pas le mandarin, en pensant que l'île doit abandonner cette langue coloniale en faveur de la nouvelle langue nationale. Son incapacité à communiquer facilement avec ses sujets et le fait qu'il fasse étonnamment peu d'efforts pour quitter ses fonctions officielles et interagir avec la société taïwanaise qu'il dirige rend plus difficile pour lui de repérer le mécontentement croissant dès 1946.
Chen est plus tard retiré du poste de gouverneur de Taïwan pour sa mauvaise gestion de l'administration locale qui a conduit à l'incident 228. Durant les premières années d'après-guerre, la corruption rampante dans la nouvelle administration de Chen provoque une sévère inflation, qui provoque un mécontentement général. Les accusations de «profiteurs» des nouveaux immigrants venus du continent et la cessation des services sociaux et gouvernementaux participent également à la montée des tensions. Les Taïwanais semblent préférer être sous le joug colonial plutôt que sous celui des Chinois Han depuis longtemps oubliés.

### L'incident 228
Des violences anti-continentaux éclatent le 28 février 1947, après un incident où des civils furent blessés et abattus par les autorités pour avoir enfreint l'interdiction d'acheter des cigarettes à des vendeurs sans licence. Pendant plusieurs semaines, les manifestants prennent le contrôle de la majeure partie de l'île de Taïwan. Sur l'ordre de Tchang Kaï-chek, Chen déploie alors des troupes militaires venues du continent contre les insurgés taïwanais. En avril, Chen exécute ou emprisonne tous les rebelles suspectés qu'il arrive à identifier et attraper, et ses troupes poursuivent et exécutent (d'après une délégation taïwanaise de Nankin) entre 3 000 et 4 000 personnes dans toute l'île. En conséquence, tous les petits groupes de meneurs qui disposent d'une éducation moderne, de l'expérience de l'administration, et de la maturité politique, sont virtuellement tués. Le nombre total de morts durant l'incident reste discuté et est toujours un débat important dans les décennies modernes (années 1990 et 2000).

## Carrière après son retour en Chine continentale
Après avoir été démis du poste de gouverneur de Taïwan, Chen est employé comme consultant. En juin 1948, il est nommé président de la province du Zhejiang. En novembre, il libère une centaine de communistes condamnés à mort. En janvier 1949, son subordonné, Tang Enbo, informe Tchang Kaï-chek que Chen lui aurait conseillé de se rebeller contre le Kuomintang. Tchang relève immédiatement Chen de sa fonction pour collaboration. Le 30 mai, Chen Yi est transféré à Taïwan et emprisonné. Il est plus tard exécuté à Taipei et enterré à Wugu.

## Citations
- «Les Chinois continentaux sont assez avancés pour apprécier les privilèges d'un gouvernement constitutionnel, mais en raison des longues années du règne japonais despotique, les Formosans sont politiquement retardés et ne sont pas capable de s'auto-gouverner intelligemment.» (1947)
- «Cela a pris 51 ans aux Japs pour dominer cette île. J'espère réussir à rééduquer le peuple en cinq ans pour qu'il devienne heureux sous l'administration chinoise.» (1947)
- «Je n'ai jamais oublié l'entrepreneuriat privé. J'ai toujours prévu de le rétablir.» (1947)